# Frans de la Trémoille
Frans de la Trémoille (circa 1505 - 1541) was van 1525 tot aan zijn dood burggraaf van Thouars. Hij behoorde tot het huis de la Trémoille.

## Levensloop
Frans was een zoon van Karel I de la Trémoille uit diens huwelijk met Louise van Coëvity, dochter van Karel van Coëtivy, graaf van Taillebourg. Omdat zijn vader in 1515 sneuvelde in de Slag bij Marignano, erfde Frans in 1525 de bezittingen van zijn grootvader Lodewijk II. Hij werd burggraaf van Thouars, vorst van Talmont, graaf van Guînes, Taillebourg en Benon en baron van Sully.
Op 31 oktober 1537 verloor Frans het bezit over het burggraafschap Rochefort. Nochtans had het Parlement van Parijs een jaar eerder nog een decreet uitgevaardigd waarin Rochefort werd herenigd met zijn bezittingen, maar koninklijke ambtenaren rechtvaardigden de confiscatie van Rochefort met het argument dat zijn familie de 18.000 écu aan schulden die ze sinds de Slag bij Castillon in 1453 aan de koning verschuldigd waren, nog niet hadden terugbetaald.
Frans de la Trémoille stierf in 1541. Zijn bezittingen werden geërfd door zijn oudste zoon Lodewijk III.

## Huwelijk en nakomelingen
Op 23 januari 1521 huwde hij met Anna (1505-1554), dochter van graaf Gwijde XVI van Laval. Ze kregen volgende kinderen:
- Lodewijk III (1521-1577), burggraaf van Thouars en graaf van Guînes
- Frans (overleden in 1555), graaf van Benon en baron van Montagu
- Karel, baron van Mauléon en Marans en abt van Saint-Laon
- George (overleden in 1584), baron van Royan en Olonne en heer van Kergolay en Saujon
- Claude, baron van Noirmoutiers en heer van Mornac, Châteauneuf-sur-Sarthe, Saint-Germain, Buron en La Roche-Diré
- Jacoba, barones van Marans, Sainte-Hermine, Brandois en La Mothe-Achard
- Charlotte, kloosterzuster